# Rolls-Royce Controls and Data Services
L'azienda fornisce prodotti per il controllo della sicurezza e soluzioni speciali per l'industria aerospaziale sia civile che militare e per sistemi di potenza industriali e marini. Produce software di controllo di motori, electronic engine controls (EEC), fuel metering units (FMU), pompe carburante e attuatori per velivoli civilie e militari. I componenti hardware e il software assieme permettono il controllo di motori aeronautici.

## Storia
La società era parte originariamente di Lucas Industries, divisione sistemi carburanti per aerospazio. Dal 1938 la società produceva sistemi per i velivoli operanti durante la seconda guerra mondiale. Nell'agosto 1996 la società è stata fusa con il resto del gruppo Lucas Industries, North American Varity Corporation divenendo LucasVarity. Nel 1999 LucasVarity fu acquisita da TRW per $6,6 miliardi, che vendette Lucas Aerospace alla Goodrich Corporation per $1,5 miliardi nel 2002.
Nel 2008 Rolls-Royce era il secondo produttore al mondo di motori aeronautici dietro General Electric e davanti a Pratt & Whitney.
La Rolls-Royce Goodrich engine controls joint venture fu annunciata il 14 agosto 2008 e l'agreement tra le due società il 22 dicembre 2008 per creare la "Rolls-Royce Goodrich Engine Control Systems Limited" con nome commerciale Aero Engine Controls. Per creare Aero Engine Controls entrambe le aziende pagarono oltre £14 milioni in asset e contanti, con Rolls-Royce che pagò contanti a Goodrich Corporation la cifra di $100 milioni.
Dopo l'acquisizione di Goodrich da parte della United Technologies Corporation nel luglio 2012, Rolls-Royce annuncia che comprerà il 50% delle azioni Goodrich della Aero Engine Controls. L'acquisizione fu completata il 10 dicembre 2012 e Aero Engine Controls divenne 100% di Rolls-Royce Plc e parte di Rolls-Royce Group.
Nel 2014 Rolls-Royce annuncia la fusione di Aero Engine Controls (AEC) e Optimized Systems and Solutions (OSyS), per creare Controls and Data Services (CDS) parte di Rolls-Royce Group.

## Sedi
- Birmingham, UK
Controls and Data Services: ~1800 dipendenti.
- Derby, UK
Sistemi e software engineering:  ~300 ingegneri.
- Bristol, UK
- Belfast, UK
Software engineering chiuso il 31 ottobre 2015: perdita di 38 posti di lavoro.[8]
- Houston, USA
- San Diego, USA
- Indianapolis, USA
Indianapolis branch, indipendente, entità legale indipendente USA per partecipare a gare nel settore difesa.[9]
- Wellington, New Zealand

## Progetti
Controls and Data Services fornisce sistemi per:

### Civili
- Boeing 787 Dreamliner
- Boeing 777
- Boeing 747
- Boeing 767
- Airbus A380
- Airbus A330
- Airbus A350

### Regionali
- Embraer ERJ 145

### Corporate (Businessjets)
- Gulfstream G650
- Gulfstream G350 and G550
- Bombardier Global Express

### Elicotteri
- Sea-King
- NH90
- EH101 Merlin

### Difesa
Controls and Data Services fornisce sistemi principali e postbruciatore e centrifugal pumping systems per motori jet:
- Eurofighter Typhoon
- V22-Osprey
- Boeing T-45 Goshawk
- BAE Systems Hawk
- Northrop Grumman Global Hawk
- Lockheed Martin C-130J

## Investmenti
La sede inglese nuova costata £75 milioni presso il Birmingham Business Park. 250.000 piedi quadrati. La sede di Controls and Data Services Metropolitan Borough of Solihull ha reputazione internazionale per l'ingegneria, sede di Arup e Jaguar Land Rover.